# Banater Philharmonie

Logo der Banater Philharmonie

Banater Philharmonie, Seitenansicht, 2010

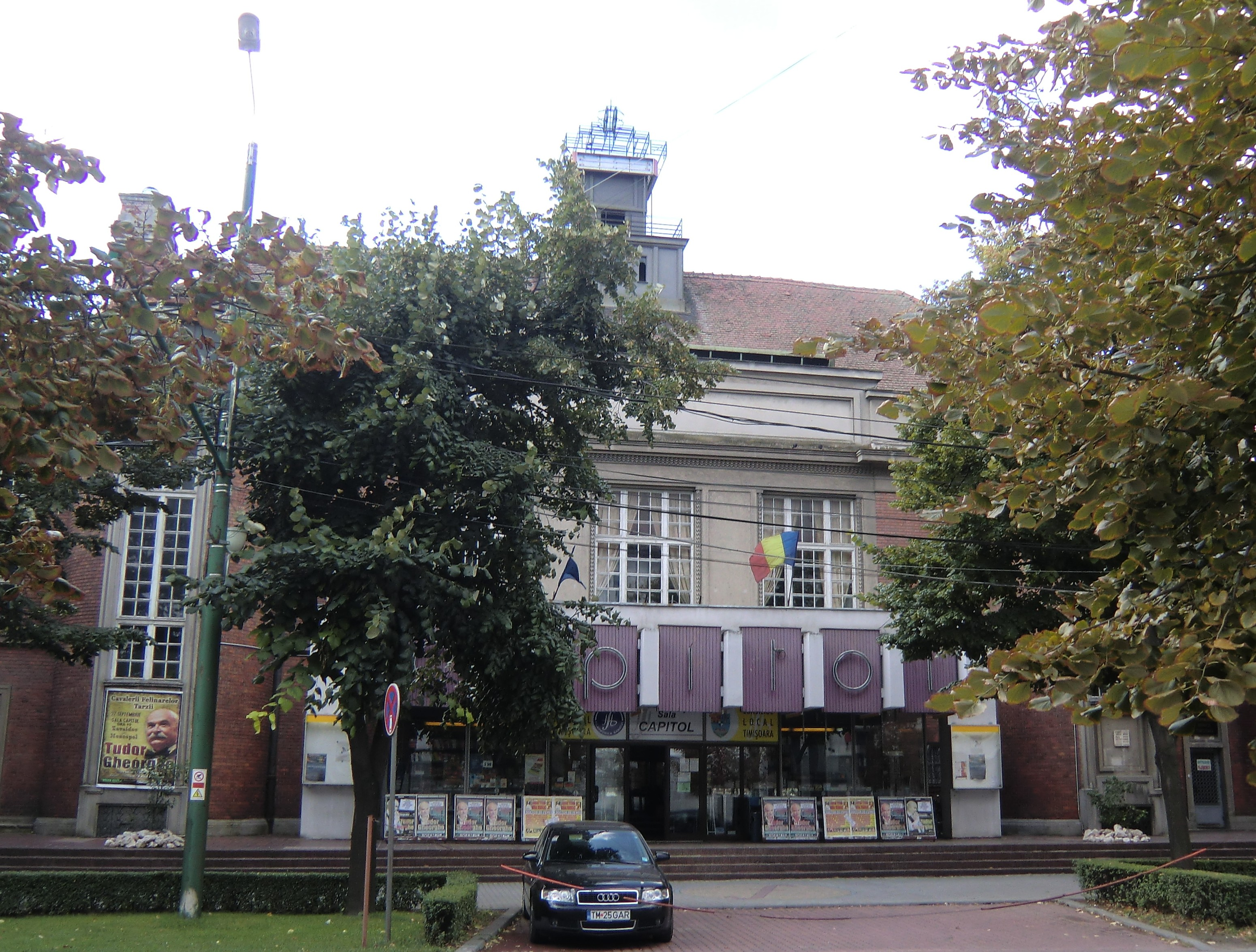
Banater Philharmonie, Frontansicht, 2010

Die Banater Philharmonie (rumänisch Filarmonica Banatul) ist eine musikalische Einrichtung der westrumänischen Stadt Timișoara in der Region Banat. Sie besteht aus einem Symphonieorchester, einem Chor sowie verschiedenen Besetzungen für Kammermusik. Das Gebäude der Philharmonie befindet sich im I. Bezirk Cetate, unweit der rumänisch-orthodoxen Kathedrale.

## Geschichte und Besetzungen
Der Philharmonische Verein wurde 1871 im damaligen Temesvár gegründet. Dirigenten waren unter anderem Heinrich Weidt, Martin Novácek sowie Bruno Walter von 1898 bis 1899. Während dieser Zeit traten unter anderem die Pianisten Béla Bartók und Johannes Brahms, der Cellist David Popper und die Violinisten Leopold Auer, George Enescu, Joseph Joachim, Jan Kubelík, František Ondříček, Pablo de Sarasate und Henryk Wieniawski hier auf, ebenso wie Gheorghe Dima.
Der Temeswarer Philharmonische Verein bestand hauptsächlich aus einem Männerchor, außerdem sind laut Satzung Solokonzerte, Kammermusik, Sinfonieorchester, Oratorium und gemischte Chöre vorgesehen. Aus diesem Verein ging die am 17. April 1947 gegründete Banater Philharmonie hervor. Sie übernahm das Patrimonium und das Orchester des Philharmonischen Vereins. Das Orchester wurde 1947 in Banatul Staatsphilharmonie und später Banatul Philharmonie umbenannt.
Die Liste der Dirigenten dieser Zeit beinhaltet George Pavel, Mircea Popa, Nicolae Boboc, Alexandru Șhumsky, Remus Georgescu, Paul Popescu und Petru Oschanitzky. Zurzeit füllen Gheorghe Costin und Radu Popu diese Position. Gastdirigenten waren unter anderem Kurt Adler, Roberto Benzi, Anatole Fistoulari, Kirill Kondraschin, Stanisław Wisłocki und Adone Zecchi sowie Jean-François Antonioli von 1993 bis 2002.
Gastsolisten waren unter anderem die Pianisten Dimitri Bashkirov, Julius Katchen und Rudolf Kerer, die Violinisten Ivry Gitlis, Gidon Kremer, Yehudi Menuhin, Vladimir Spivakov und Josef Suk sowie die Cellisten Miloš Sádlo und Daniil Shafran.
Andere Künstler in Timișoara waren die Pianisten Annie Fischer, Artur Rubinstein und Carlo Zecchi, die Violinisten Bronisław Huberman, Fritz Kreisler, Jacques Thibaud und Eugène Ysaÿe sowie die Cellisten Pablo Casals und Gregor Piatigorsky.
Das Orchester hatte Gastauftritte in zahlreichen Ländern Europas, z. B. in Deutschland, Österreich, Schweiz, Bulgarien, Frankreich, Griechenland, Italien, im früheren Jugoslawien, in den Niederlanden sowie in Spanien.
Anfangs fanden die Konzerte im Opernhaus Timișoara statt. Seit 1969 organisiert die Banater Philharmonie das Festival Timișoara muzicala, anfangs im Zweijahresrhythmus und seit 1980 jährlich. Seit 1981 wird auch das George Enescu Musikfestival (Zilele muzicale George Enescu) jährlich im September organisiert.
Ende 2006 wurde das Gebäude des ehemaligen Capitol Kino per Gesetz der RADEF România Film, die von der Stadt verwaltet wurde, entzogen und dem Kultusministerium übereignet. Seitdem gastiert hier die Banater Philharmonie.

## Allee der Musiker
2010 wurde auf Initiative des Vereins Pro-Philarmonia vor dem Capitol-Saal zu Ehren von weltbekannten Klassikern, die in Timișoara aufgetreten sind, die Allee der Musiker eingeweiht. Bisher erhielten der rumänische Komponist George Enescu, der Banater Komponist Béla Bartók und der ungarische Klavierspieler und Komponist Franz Liszt einen Stern.

## Gebäudeverwaltung
Das Gebäude der Banater Philharmonie wurde 1929 aus Kommunalfonds errichtet. Nach dem Zweiten Weltkrieg wurde es verstaatlicht und ging in die Verwaltung des Unternehmens für Filmverleih „Romaniafilm“ über. Nach der Wende begann ein wahres Tauziehen um dieses zentral gelegene Gebäude, dann kam es unter die Obhut der Stadtverwaltung.
Durch den Beschluss einer Dringlichkeitsverordnung von Ende Mai 2011 – veröffentlicht in Amtsblatt 365 vom 25. Mai 2011 – sollen Gebäude, die während der sozialistischen Ära dem Betrieb für Filmverleih „Romaniafilm“ angehörten, erneut an „Romaniafilm“ übergehen. Gegen diese Maßnahme verfasste der Abgeordnete des Demokratischen Forums der Deutschen in Rumänien, Ovidiu Ganț, eine Politische Erklärung.
Anfang Oktober 2011 entschied die rumänische Regierung durch eine Dringlichkeitsverordnung, dass der Capitol-Saal erneut in den Besitz und unter die Verwaltung des Temeswarer Kommunalrates geht. Die Verordnung bezieht sich auch auf den Capitol-Sommergarten. Vorgesehen sind die Einrichtung eines Museums im Erdgeschoss der Philharmonie und einer Kulturmall im Sommergarten.